# Málkov u Chomutova

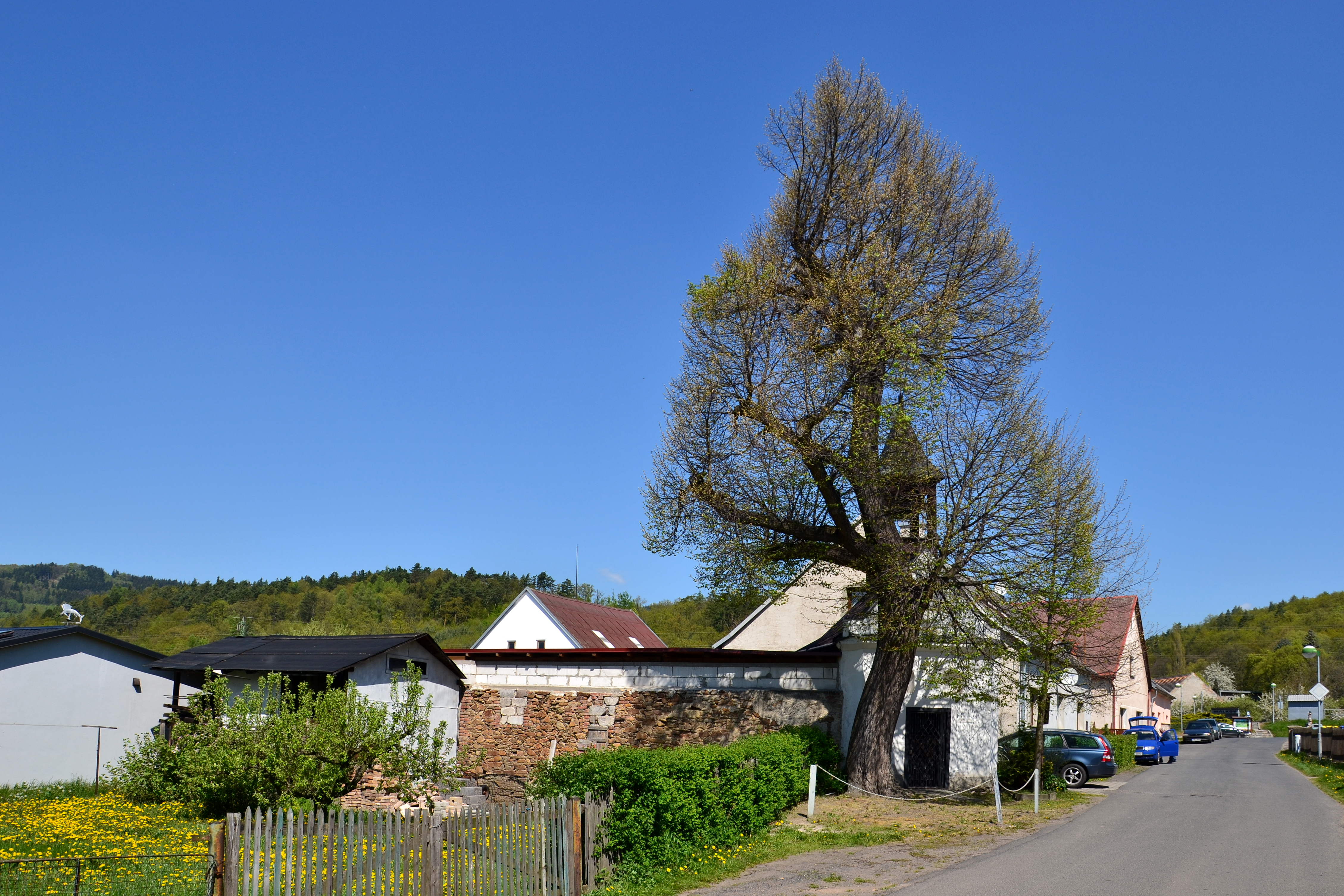
Málkov (2016)

Málkov (deutsch Malkau) ist eine Gemeinde im Okres Chomutov, Tschechien.

## Lage
Der Ort liegt am Fuß des Höllmüllerberges (460 m) und Hradiště (Kleiner Purberg, 594 m) am unteren Ausgang des Höllentales südlich des Erzgebirges und westlich von Chomutov. Bei Málkov mündet die Hutná (Saubach) in den Podkrušnohorský přivaděč. Die geschützte Lage ermöglicht neben Landwirtschaft und Viehzucht auch den Obstanbau. Der früher betriebene Bergbau wurde eingestellt.

## Gemeindegliederung
Die Gemeinde Málkov besteht aus den Ortsteilen Lideň (Glieden), Málkov (Malkau), Vysoká (Wisset) und Zelená (Grün). Grundsiedlungseinheiten sind Ahníkov (Hagensdorf), Kralupy u Chomutova (Deutsch Kralupp), Lideň, Málkov, Vysoká und Zelená. Zu Málkov gehören außerdem die Wüstungen Račice (Retschitz) und Zásada (Sosau).
Das Gemeindegebiet gliedert sich in die Katastralbezirke Ahníkov, Kralupy u Chomutova, Lideň, Málkov u Chomutova, Vysoká u Chomutova und Zelená.

## Persönlichkeiten
Ein berühmter Ortsansässiger war Josef Timotheus Fassl, Direktor des Gymnasiums von Komotau (Chomutov). Er erhielt das Ehrenbürgerrecht der Stadt Komotau und war Bibliothekar der Stiftungsbibliothek Ossegg.
Anton Martius, genannt der „Alte Martius“. Forscher, der 1791 in Asch als Sohn eines Diakons zur Welt kam, studierte er Theologie, Medizin und Naturwissenschaften und wurde in Malkau ansässig. Als Mineraloge, Geologe und Archäologe durchforschte er Russland, Frankreich, Italien, Dänemark und Ägypten. Er war ein Sonderling, in leiblichen Genüssen äußerst sparsam, in wissenschaftlichen Forschungen unersättlich. Seine Gesteinssammlung verkaufte er dem Baron von Weidenheim auf Schloss Wernsdorf. Martius hinterließ ungedruckte Manuskripte u. a. „Über die Signalplätze in Pürstein“, „Die Steinhügel und keltischen Gräber im Kreis Saaz“, „Die Ureinwohner Böhmens“, „Über die Geschichte der Karpaten“.